# Elcarte
Elcarte (Elkarte en euskera) es una localidad y concejo del municipio de Berrioplano situado en la Comunidad Foral de Navarra (España). La localidad está en la Cuenca de Pamplona. Su población en 2014 fue de 20 habitantes (INE)

## Geografía
La localidad está situada entre los montes de Elchumendi y Ballariáin. Su término limita por el Norte con el municipio de Juslapeña, por el Sur con Loza, Por el Este con Ballariáin y por el Oeste con Oteiza.

## Historia
Desde el siglo XI, los habitantes de Elcarte eran renteros de la Abadía de Leyre. En el pueblo debió haber dos iglesias, la de Santa María, que probablemente sea la actual parroquia, y la de San Miguel Arcángel, actualmente desaparecida. El Papa Inocencio III en el siglo XII incluyó las dos iglesias entre las posesiones del Monasterio de Leyre en Elcarte. 
En 1525, fueron condenados a pagar al abad del Monasterio de Iranzu cuando estuviese en Cortes una carga de leña y otra de paja por pechero (contribuyente) y año. 
Hasta el siglo XIX contó con ayuntamiento propio, que desapareció al entrar a formar parte de la Cendea de Ansoáin. Los niños de la localidad acudían hasta 1975  a la escuela de Añézcar.

## Demografía
| 1996 | 1998 | 1999 | 2000 | 2001 | 2002 | 2003 | 2004 | 2005 | 2006 | 2007 | 2008 | 2009 |
| ---- | ---- | ---- | ---- | ---- | ---- | ---- | ---- | ---- | ---- | ---- | ---- | ---- |
| 21   | 21   | 22   | 21   | 20   | 20   | 20   | 20   | 22   | 24   | 24   | 28   | 28   |

## Fiestas
- Fiestas Patronales:Se celebran en honor a la Natividad y se celebran el 8 de septiembre.[1]